# Masty (Biélorussie)
Pour les articles homonymes, voir Masty.
Masty (en biélorusse : Масты ; en lacinka : Masty) ou Mosty (en russe : Мосты ; en polonais : Mosty) est une ville de la voblast de Hrodna/oblast de Grodno, en Biélorussie, et le centre administratif du raïon de Masty. Sa population s'élevait à 15 883 habitants en 2017.

## Géographie
Masty est arrosée par le Niémen et se trouve à 56 km au sud-est de Hrodna/Grodno et à 207 km à l'ouest-sud-ouest de Minsk.

## Histoire
Masty est mentionnée pour la première fois dans des chroniques en 1486. De 1921 à 1939, Masty était un centre de gnima du povet de Grodno, en Pologne. Après le Pacte germano-soviétique, elle fut envahie par l'Armée rouge en septembre 1939, puis annexée à l'Union soviétique et intégrée à la république socialiste soviétique de Biélorussie. Elle reçut en 1940 le statut de commune urbaine et devint le centre administratif d'un raïon. Pendant la Seconde Guerre mondiale, Masty fut occupée du 25 juin 1941 au 13 juin 1944 par l'Allemagne nazie ; 2 681 habitants de Masty furent tués pendant l'occupation. Masty accéda au statut de ville le 22 juillet 1955.

## Population
Recensements (*) ou estimations de la population :
| 1797* | 1897* | 1921*  | 1940  | 1959* | 1970*  | 1979*  |
| ----- | ----- | ------ | ----- | ----- | ------ | ------ |
| 622   | 2 633 | 13 401 | 4 700 | 7 895 | 11 585 | 13 633 |

| 1989*  | 1999*  | 2009*  | 2013   | 2014   | 2015   | 2016   |
| ------ | ------ | ------ | ------ | ------ | ------ | ------ |
| 16 494 | 18 400 | 16 595 | 15 721 | 15 663 | 15 749 | 15 948 |

| 2017   | - | - | - | - | - | - |
| ------ | - | - | - | - | - | - |
| 15 883 | - | - | - | - | - | - |